# Government Offices Great George Street
Government Offices Great George Street (GOGGS), en français Bureaux du Gouvernement de Great George Street, est un grand bâtiment du gouvernement britannique situé à Westminster entre Horse Guards Road, Great George Street, Parliament Street, King Charles Street et Parliament Square. L'extrémité ouest du bâtiment, sur Horse Guards Road, est connue sous le nom de 1 Horse Guards Road (1HGR). L'extrémité de Whitehall Street est appelée 100, Parliament Street (100PS). 

## Histoire
GOGGS a été conçu par John Brydon à la suite d’un concours. La construction s'est déroulée en deux phases: le côté est est terminé en 1908 et l'extrémité ouest en 1917. Il a été construit à l'origine comme bureau du conseil de l'éducation, du conseil des administrations locales et du bureau du ministère des Travaux publics ; le Trésor britannique a déménagé dans le bâtiment en 1940.
Une rénovation majeure du bâtiment a eu lieu en 2000 dans le cadre d'un contrat d'initiative de financement privé. Les travaux, conçus par Foster and Partners avec Feilden et Mawson et réalisés par Bovis Lend Lease pour un coût de 140 millions de livres sterling, ont été achevés en 2002. La rénovation du 1 Horse Guards Road a permis d'accroître la surface de plancher, ce qui a permis à l'ensemble du personnel du Trésor d'être logé dans le même bâtiment pour la première fois depuis environ 50 ans.
Fin 2004, HM Revenue and Customs avait été transféré de Somerset House au 100 Parliament Street. En 2013, le bureau d'Irlande du Nord et le ministère de la Culture, des Médias et des Sports se sont installés respectivement dans 1 Horse Guards Road et 100 Parliament Street,.

## Description
L'extrémité ouest du bâtiment, sur Horse Guards Road, est connue sous le nom de 1 Horse Guards Road (1HGR) et est occupée par le Trésor de Sa Majesté, UK Export Finance, l'agence d'audit interne du gouvernement, le Bureau du leader de la Chambre des lords et des membres du cabinet ministériel. 
Le siège du fisc et des douanes et du département des technologies numériques, de la culture, des médias et des sports se trouvent Parliament Street, appelée 100 Parliament Street (100PS). 
Le sous-sol abrite les Churchill War Rooms, une branche de l'Imperial War Museum. Les fonctionnaires travaillant dans l'immeuble ont le droit de visiter les salles de guerre gratuitement. 
GOGGS est classé Grade II * sur la liste du patrimoine national de l'Angleterre, ce qui signifie qu'il présente un « intérêt et une importance exceptionnels. » Elle a été décrite par la société victorienne comme l'un des premiers monuments du renouveau baroque édouardien.

## Dans la culture populaire
Une vue aérienne du bâtiment est utilisée dans la série télévisée Spooks pour accompagner un sous-titre le désignant comme Home Office, bien que le vrai siège social bien plus moderne soit situé au 2 Marsham Street. 
Le personnage de James Bond est vu dans une cour de GOGGS dans le film Spectre. Le bâtiment sert de siège au MI6 après une attaque terroriste contre le bâtiment SIS dans Skyfall.